# 존 T. 벤
존 T. 벤(영어: Jon T. Benn, 1935년 7월 30일~2018년 12월 9일)는 미국의 홍콩 영화 배우이자 기업인이다. 

## 주요 이력
그는 193cm(6 ft 4 in)에 거구였다. 식당일에서 장사를 하였다. 1972년 맹룡과강 영화에 두목악당 보스역으로 출연하였다. 나이 30대때 멕시코에서 스페인어 공부를 하였다. 영어 첫 번째 아내는 낸시였다. 첫째 아내인 낸시와 1959년에 결혼해서 1966년까지 생활하였다. 두 번째 아내는 섀넌이다. 그는 후배인 아시아의 여성 섀넌을 인생에서 가장 사랑하는 여성이였다. 1995년에 결혼하였다. 그들은 헤어졌다.

## 출연 작품

### 다큐 멘터리
- 2009년 《Bruce Lee: In Pursuit of the Dragon》

### 영화
- 2012년 《아이 엠 브루스 리》
- 2010년 《동풍우》
- 2006년 《무인 곽원갑》 - 아메리칸 비즈니스맨 역
- 1989년 《귀신은 사랑 못해》
- 1980년 《브루스 리의 클론들》
- 1978년 《쾌권괴초》
- 1972년 《맹룡과강》 - 조폭 갱단 두목 보스 역